# Фармсюм
Фармсюм (нід. Farmsum, нід. вимова: [ˈfɑr(ə)msʏm]) — село в нідерландській провінції Гронінген. Входить до складу муніципалітету Емсделта.
Його площа становить 2,13км², а населення станом на 2021 рік складало 1 605 осіб.
Перші згадки про населений пункт датуються 10-11-ими сторіччями.

## Галерея

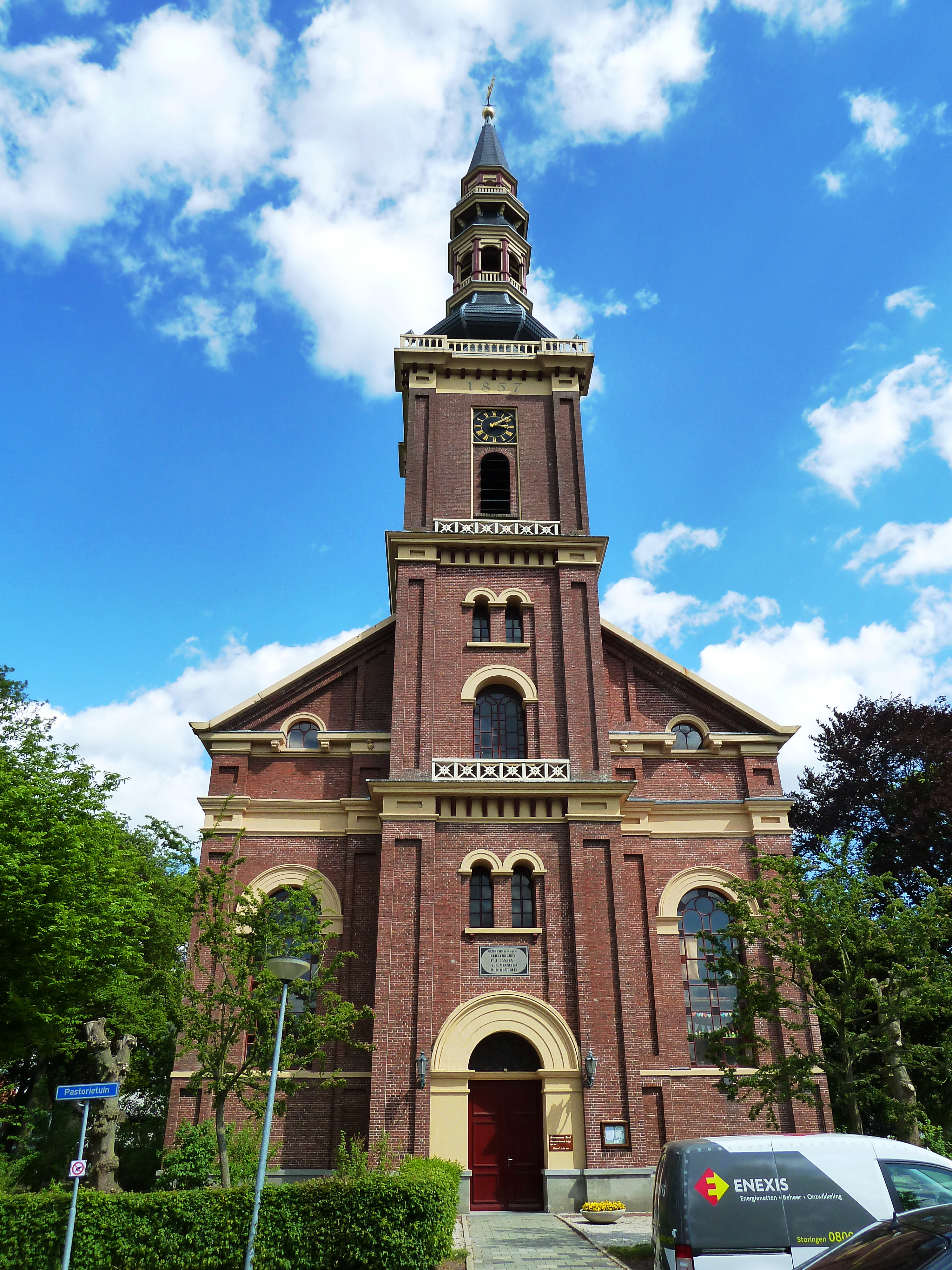
Церква у Фармсюмі
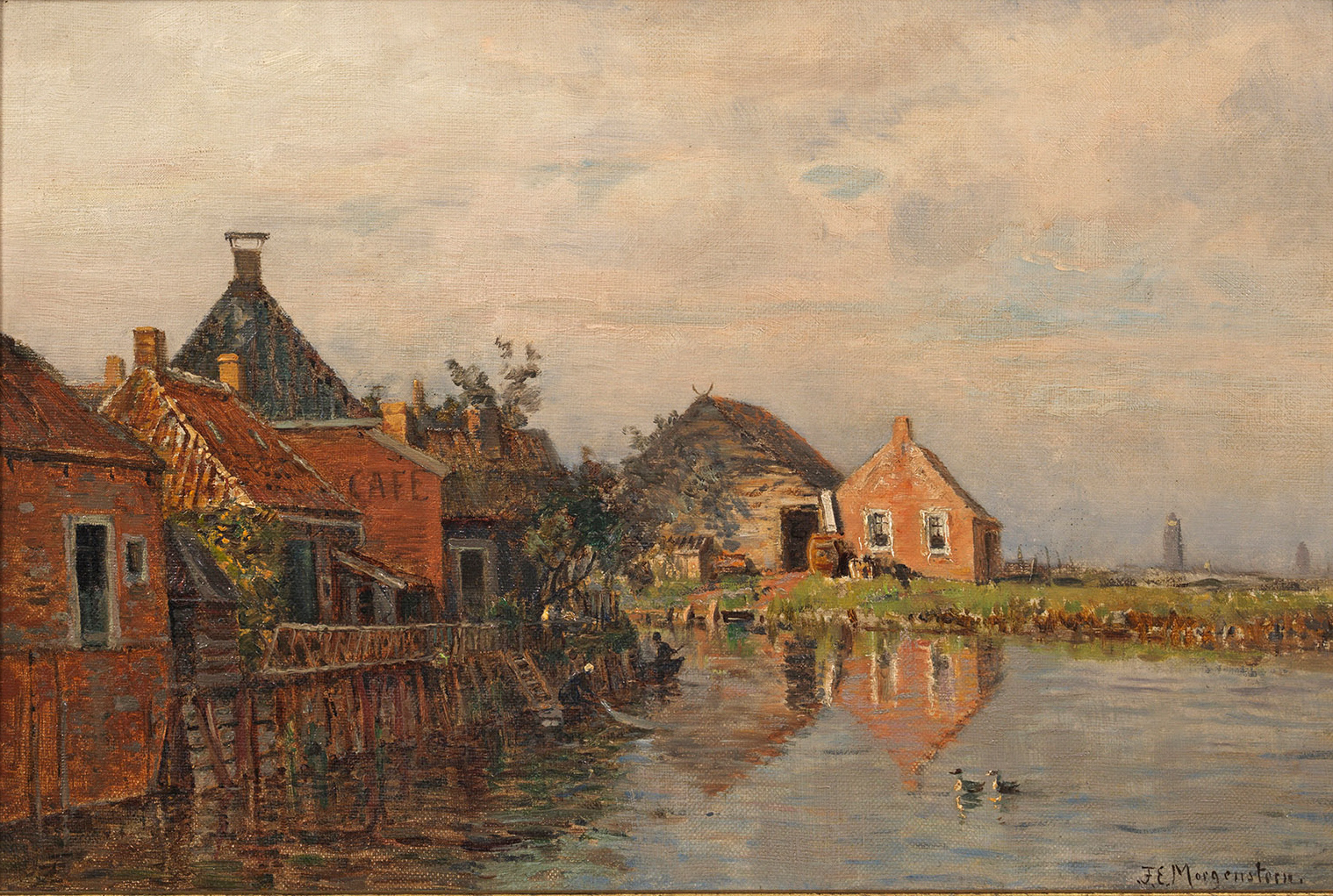
Село на картині (до 1919 року)
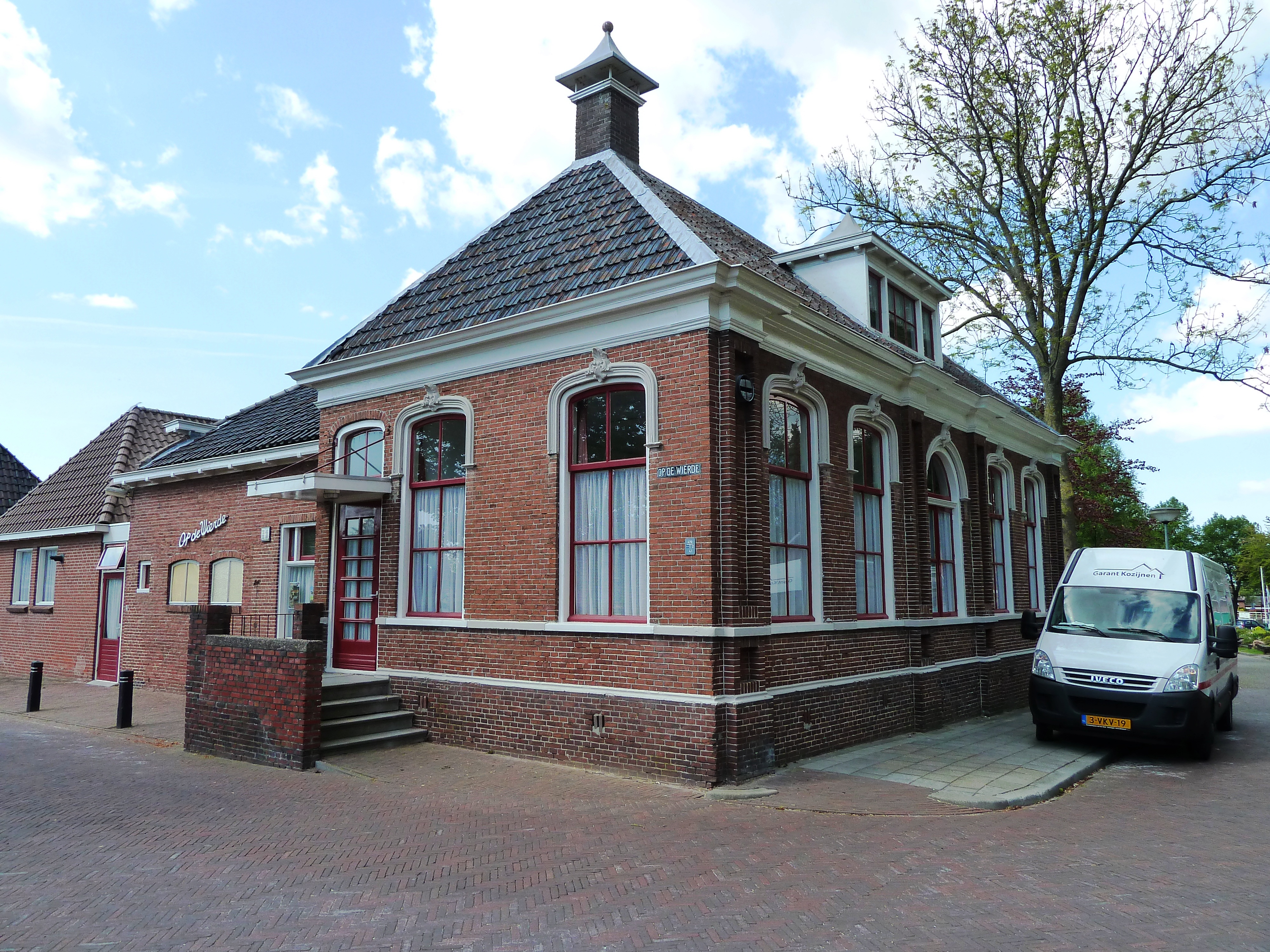
Колишній будинок почту
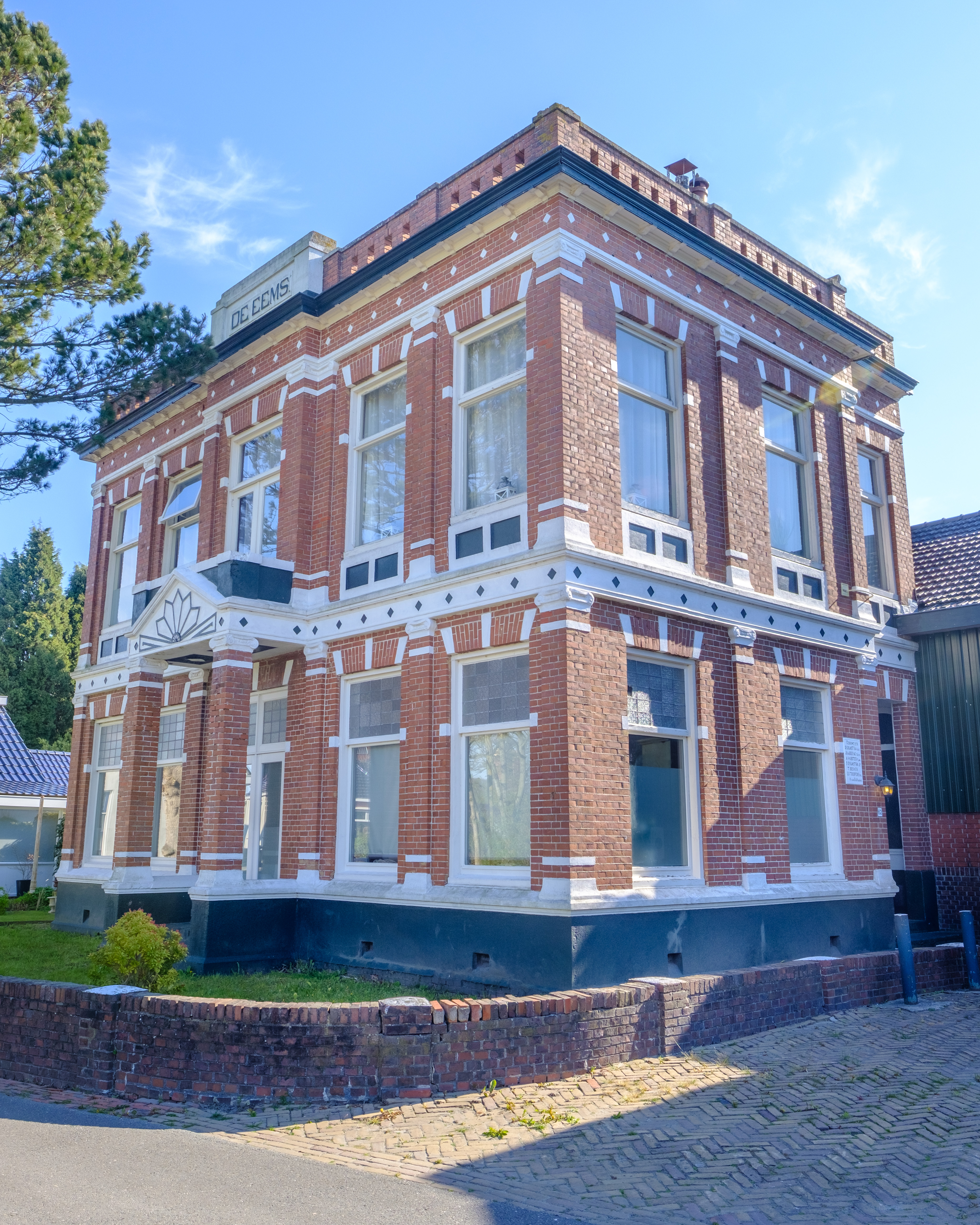
Вілла De Eems